# محرر جوجل ماش آب
محرر جوجل ماش آب (بالإنجليزية: Google Mashup Editor)‏ كانت عبارة عن خدمة إنشاء مزيج من تطبيقات الويب عبر الإنترنت أُنشأت بواسطة جوجل وتم إيقافها. لقد استخدمت هذه الخدمة محرر الأكواد CodePress كمحرر أكواد لتعليم الصيغة، والذي تم إيقافه أيضاً.

## تاريخ
في 15 يناير 2009، أعلن أن محرر ماش آب سيتم ترحيله إلى محرك تطبيقات جوجل